# Cinara moketa
Cinara moketa är en insektsart som beskrevs av Hottes 1957. Cinara moketa ingår i släktet Cinara och familjen långrörsbladlöss. Inga underarter finns listade i Catalogue of Life.